# Sunday Uti
Sunday Uti (1962. október 23. –) olimpiai bronzérmes nigériai rövidtávfutó.

## Pályafutása
Részt vett az 1984. évi nyári olimpiai játékokon Los Angelesben, ahol a 4 × 400 méteres váltóban Moses Ugbisien, Rotimi Peters és Innocent Egbunike társaként bronzérmet szerzett. Ugyanezen az olimpián 400 méteres síkfutásban a hatodik helyen végzett.
Az 1983-as nyári universiadén, a kanadai Edmontonban 400 méteren aranyérmet nyert. Részt vett 1985-ben is az universiadén, akkor a harmadik helyen végzett ugyanebben a versenyszámban, ezáltal bronzérmet szerezve.
Versenyzett még az 1984-es atlétikai Afrika-bajnokságon is, Rabat városában, Marokkóban, ahol 400 méteren a második helyet szerezte meg, így ezüstérmet vihetett haza.

## Versenyek és eredmények
| Év   | Verseny                            | Helyszín                      | Eredmény | Versenyszám     |
| ---- | ---------------------------------- | ----------------------------- | -------- | --------------- |
| 1983 | 1983-as nyári universiade          | Edmonton, Kanada              | 1.       | 400 m           |
| 1984 | 1984-es atlétikai Afrika-bajnokság | Rabat, Marokkó                | 2.       | 400 m           |
|      | 1984. évi nyári olimpiai játékok   | Los Angeles, Egyesült Államok | 3.       | 4 × 400 m váltó |
|      | 1984. évi nyári olimpiai játékok   | Los Angeles, Egyesült Államok | 6.       | 400 m           |
| 1985 | 1985-ös nyári universiade          | Kóbe, Japán                   | 3.       | 400 m           |

### Fordítás
Ez a szócikk részben vagy egészben  a   Sunday Uti című angol Wikipédia-szócikk fordításán alapul.  Az eredeti cikk szerkesztőit annak laptörténete sorolja fel. Ez a jelzés csupán a megfogalmazás eredetét és a szerzői jogokat jelzi, nem szolgál a cikkben szereplő információk forrásmegjelöléseként.